# Museo archeologico di Santa Scolastica
Il museo archeologico di Santa Scolastica, noto in passato come museo archeologico di Bari o museo archeologico provinciale di Bari, è un museo archeologico sito nella città di Bari. La collezione comprende materiali e reperti delle civiltà indigene della regione (Daunia, Messapia, Peucezia), risalenti a periodi che vanno dalla preistoria all'età del bronzo, oltre a monili di età greca, bizantina, arabo-normanna e medievale.

## Storia
Istituito nel 1875 con pochi reperti raccolti dal professor Nitto De Rossi, fu aperto al pubblico il 18 maggio 1890 nella sede del palazzo Ateneo (che dal 1925 ospitò anche l'università), dove è rimasto sino al 2000.
Il museo, all'epoca sotto la gestione della Commissione di Archeologia e Storia Patria, ampliò col tempo la collezione nel tempo grazie a donazioni private, acquisizioni e reperti da scavi in varie zone della Puglia. Sotto le direzioni del tedesco Maximilian Mayer (1894-1903) e di Michele Gervasio (1909-1957) si realizzarono la compilazione dell’inventario, diversi studi specialistici e la realizzazione di importanti campagne di scavo.
Ai primi del '900 risalgono gli acquisti di pregevoli reperti quali i reperti della tomba Varrese di Canosa di Puglia, la collezione Polese e il monetiere Maselli.
Nel 1957 la gestione del museo fu trasferita dall'amministrazione provinciale a quella statale, sotto l'egida della Soprintendenza delle Antichità della Puglia e del Materano, al fine di destinarne i reperti derivanti dalle campagne di scavo nella provincia di Bari. Nel 1957 e 1958 furono eseguiti scavi a Monte Sannace e Conversano, mentre tra la fine degli anni '70 e '80 nuovi reperti furono reperiti a Monte Sannace, Acquaviva delle Fonti, Canosa di Puglia, Rutigliano, Conversano e Turi.
Nel 1985 il complesso di Santa Scolastica, affidato  all’Università degli Studi di Bari, è oggetto di un accordo con convenzione, tra la stessa Università e la Regione Puglia, per la costituzione di un Centro Documentazione dei Beni Culturali della Puglia.
Tra il 1994 e il 2000 il museo fu chiuso per lavori di adeguamento. Nel 2001 la gestione tornò nuovamente in carico alla provincia di Bari, trasferendo le collezioni presso il complesso dell'antico monastero di Santa Scolastica, incorporato in un bastione delle mura cittadine, nel cuore della città vecchia. Nel 2010, dopo un lungo iter amministrativo, cominciarono i lavori di restauro e sistemazione funzionale dell'ex-monastero in chiave museale, incluso il recupero della vicina area archeologica  di San Pietro. I lavori, finanziati del Ministero per i Beni e le attività culturali e della Regione Puglia, si conclusero nel 2018 quando le prime sale del nuovo complesso museale furono riaperte al pubblico.

## Collezione
La collezione del museo conta circa 30 000 reperti, classificati secondo le seguenti sezioni:
- materiale preistorico comprendente strumenti litici, ceramica impressa;
- ceramica indigena geometrica dauna, peuceta e messapica;
- ceramica apula di derivazione greca a vernice nera, sovradipinta, a figure rosse e dello stile di Gnathia;
- ceramica greca, corinzia e attica;
- terrecotte figurate e architettoniche;
- sculture in pietra;
- bronzi comprendenti vasi, armi, armature, utensili;
- oreficerie;
- epigrafi greche e latine;
- monete greche, romane, bizantine, medievali e moderne;
- gemme incise;
- oggetti di osso e di avorio;
- vetri e ambre.

### Sezioni
La riorganizzazione degli spazi espositivi ha permesso la creazione di un percorso che si snoda dall'ingresso del complesso monastico fino all'area archeologica di San Pietro, percorrendo alcune sale al pian terreno di Santa Scolastica, in attesa della futura apertura delle sale al piano superiore.
Il percorso offre al visitatore informazioni sulle valenze storico-archeologiche della città e, in progressione, su quelle della Terra di Bari e dell’intera regione, transitando per sei sezioni.
Alle origini di Santa Scolastica: Bari bizantina
La prima sezione è situata all'interno del bastione con resti della chiesa bizantina dei Santi Giovanni e Paolo e supporti multimediali riferibili alle testimonianze architettoniche e artistiche della Bari bizantina, con dettagli e testimonianze della vita monastica negli edifici rinvenuti nel corso degli scavi nella città vecchia.
Prima di Santa Scolastica: l’archeologia in Terra di Bari.
La sezione è ospitata in un porticato dove sono esposte le testimonianze archeologiche individuate nel sito di Santa Scolastica e i luoghi esemplificativi dell'archeologia in Terra di Bari. Sono inoltre presenti reperti provenienti dalla collezione provinciale e da collezioni statali:
- ceramiche e industrie su osso e pietra dalle capanne dell'età del bronzo dall'area di S. Pietro (XVIII sec. a.C.),
- corredo funerario di età arcaica (VI sec. a.C.) dall'area di S. Pietro,
- corredi di età classica (V sec. a.C.) dall'area di Santa Scolastica,
- oggetti uso comune di età romana dall'area di S. Francesco della Scarpa ed epigrafi di età romana da vari siti di Bari.

Archeologia di Puglia
La sala si configura come uno spazio con contenuti multimediali dedicato all'archeologia di tutto il territorio pugliese.
Santa Scolastica oggi
Questa sezione è dedicata all'esposizione di reperti di recente acquisizione.
Gli itinerari di visita nella città vecchia
La sala illustra i percorsi a disposizione del pubblico all'interno della città vecchia di Bari, con particolare attenzione alle stratificazioni monumentali conservate nel tessuto urbanistico.
Dalla collezione del Museo Archeologico di Bari
L'ultima sezione raccoglie reperti particolarmente significativi della storia della formazione della collezione del museo archeologico della provincia di Bari, comprese le integrazioni dei reperti statali, fra cui:
- Dolmen della Chianca di Bisceglie (scavi primi '900): corredi funerari dell'età del bronzo (XVIII sec. a.C.) (ceramiche ed elementi ornamentali in bronzo, osso e ambra)
- Noicattaro (scavi primi '900): corredo funerario di età arcaica (VI sec. a.C.) (ceramiche indigene a decorazione geometrica e ceramica ed elementi di armatura in bronzo di importazione dalla Grecia)
- Noicattaro: pendaglio e dischi maurei (VI sec. a.C.)
- Bari città: cratere a figure rosse fliacico (IV sec. a.C.) con la raffigurazione della nascita di Elena dall'uovo
- Monete da Bari e altre località di età classica e medievale
- Bari, S. Pietro: erma bifronte in marmo di età romana (I sec.)
- Monete di età classica e medievale da Bari e altre località

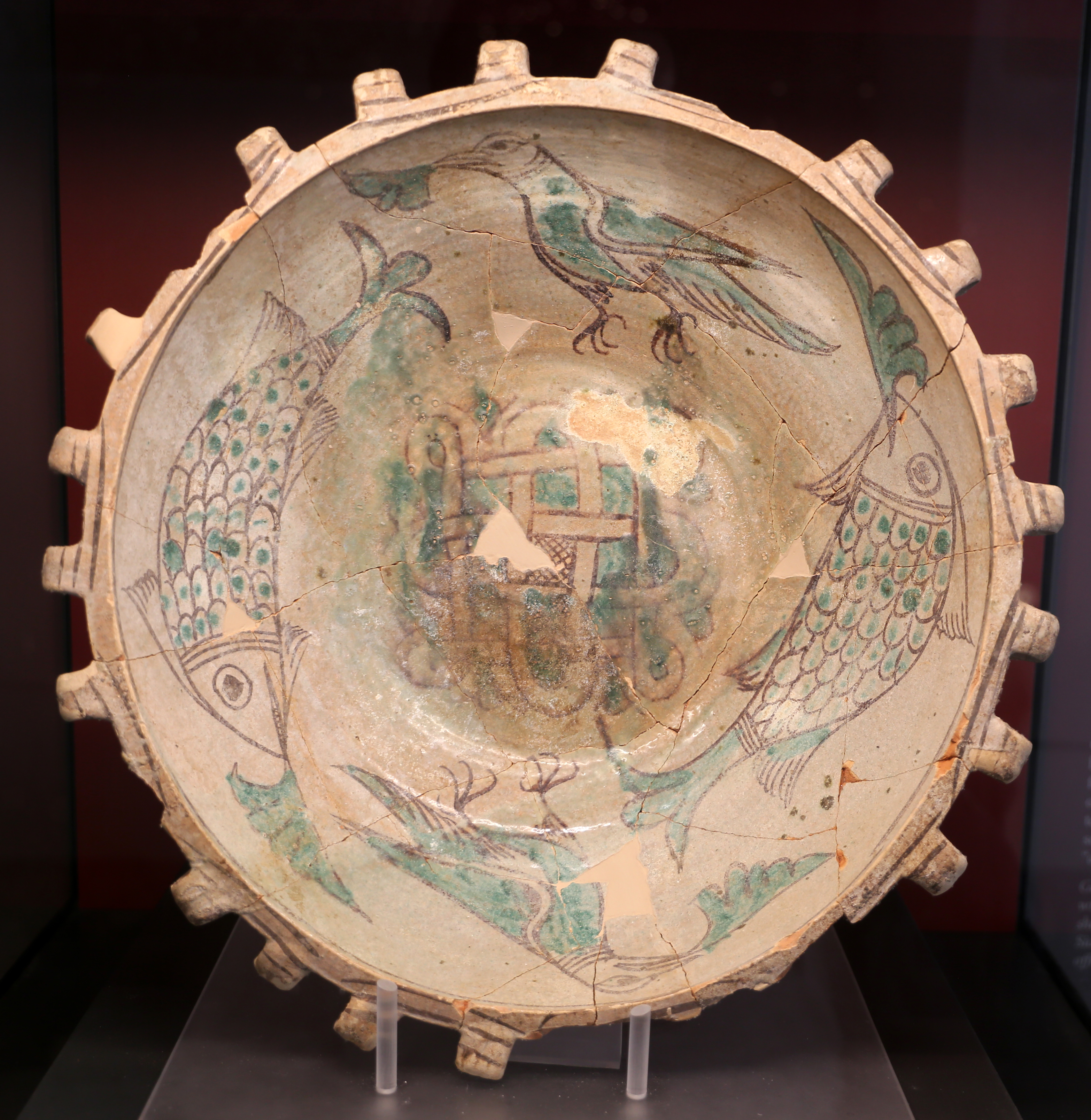
Catino poliansato (XIII sec.).
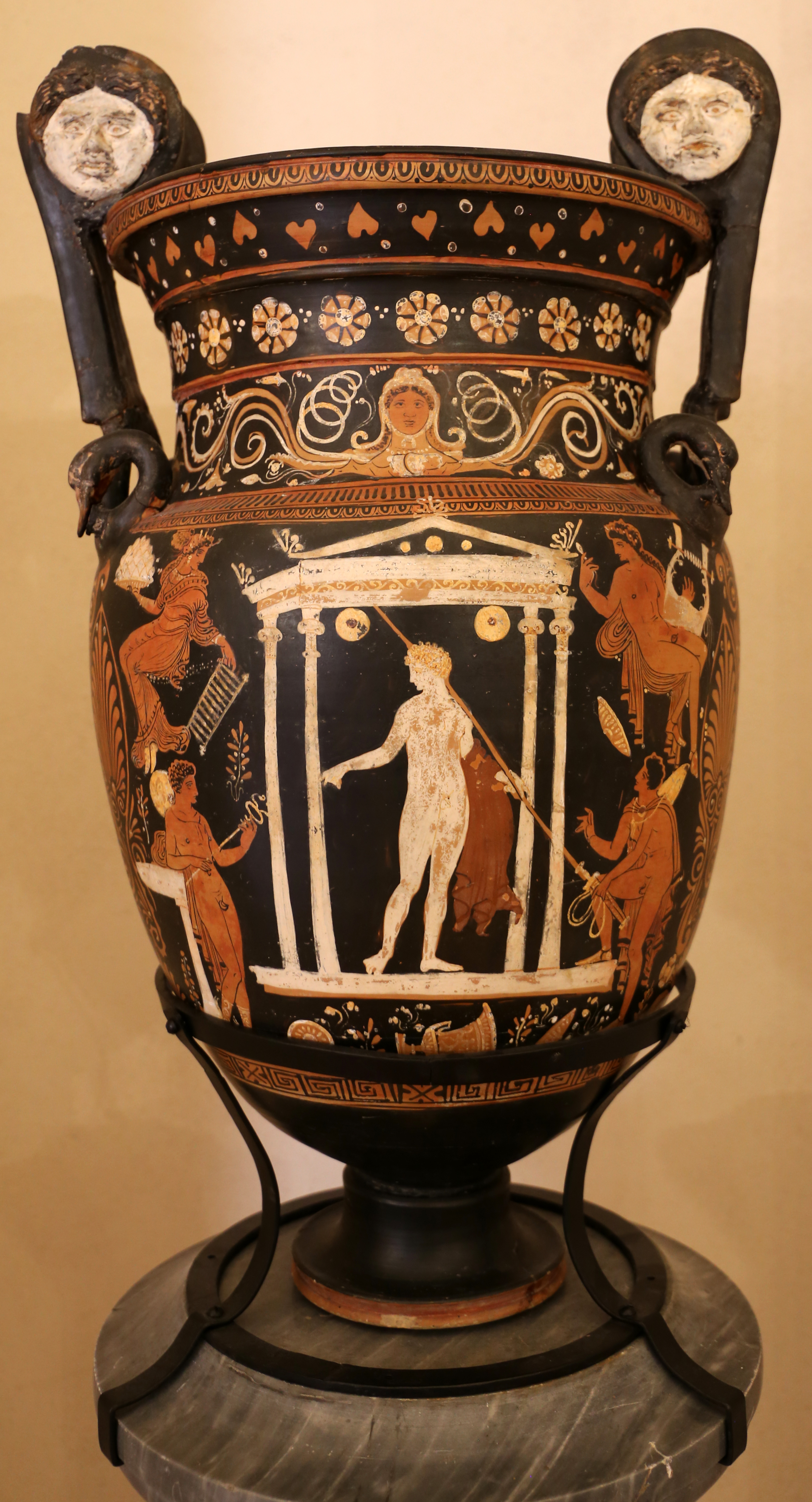
Cratere apulo a mascheroni (IV sec. a.C. ca.).
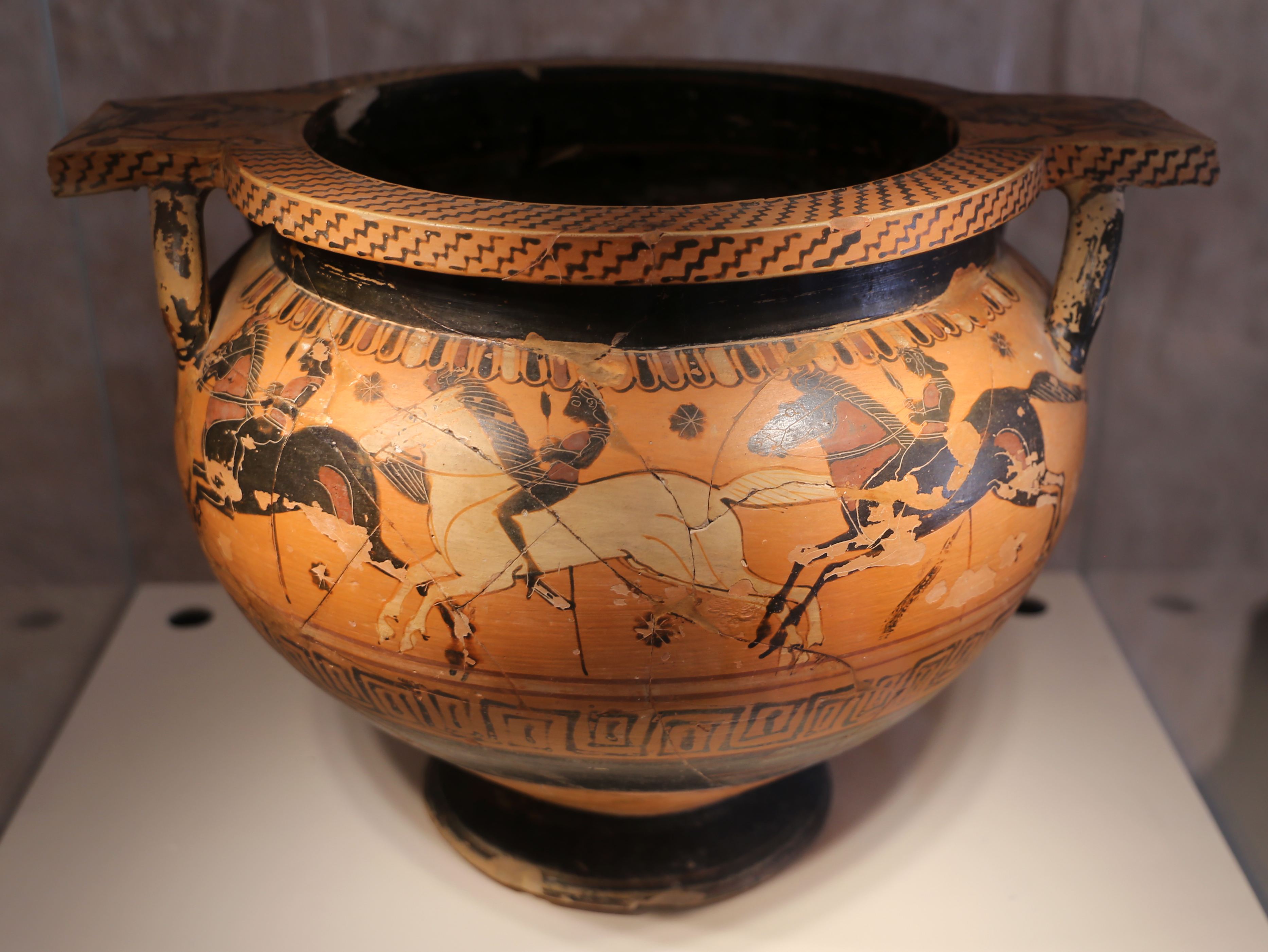
Cratere corinzio a colonnette (VI sec. a.C. ca.).
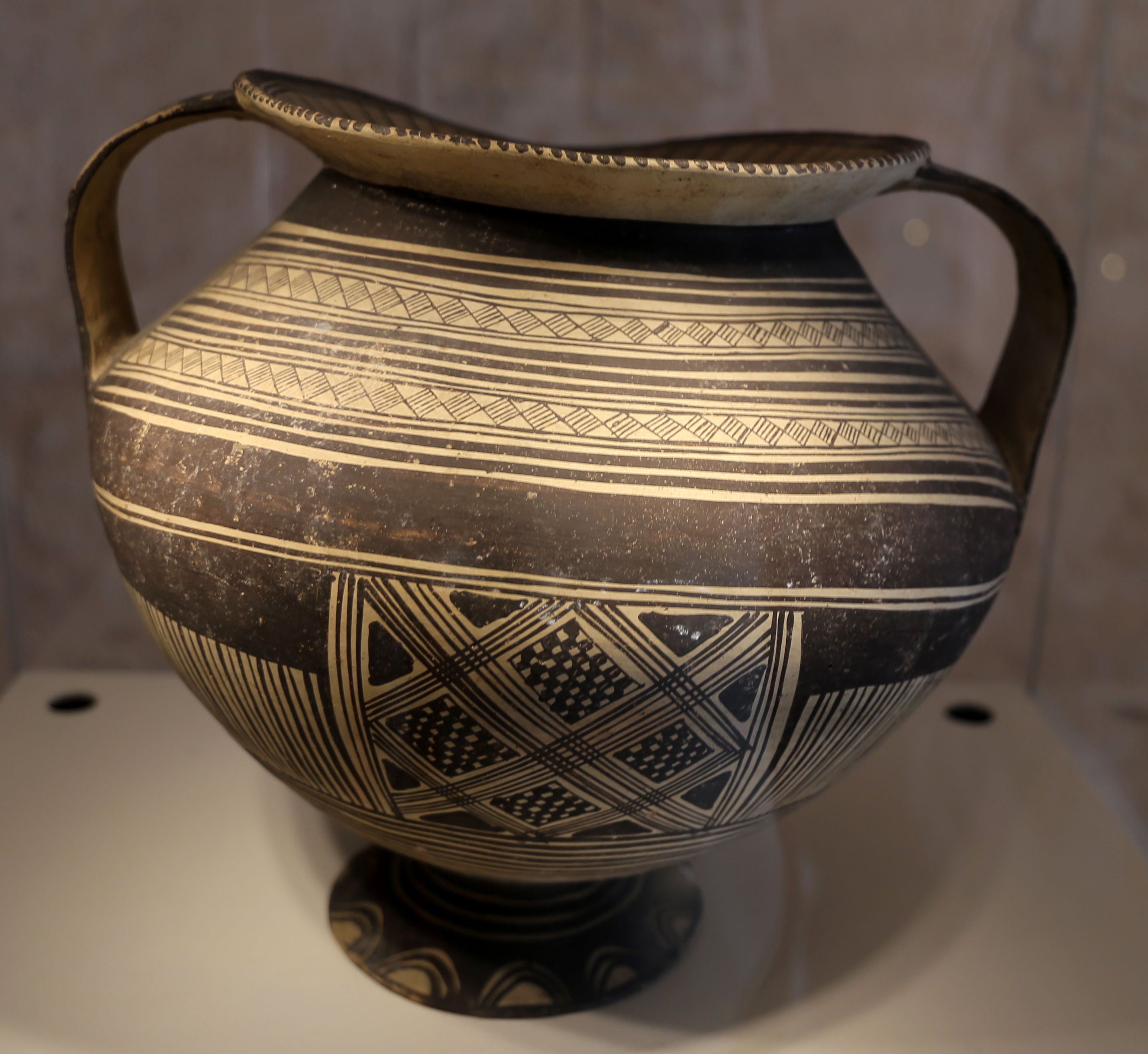
Anfora peuceta con decorazione geometrica, ritrovata a Valenzano (VI sec. a.C.).
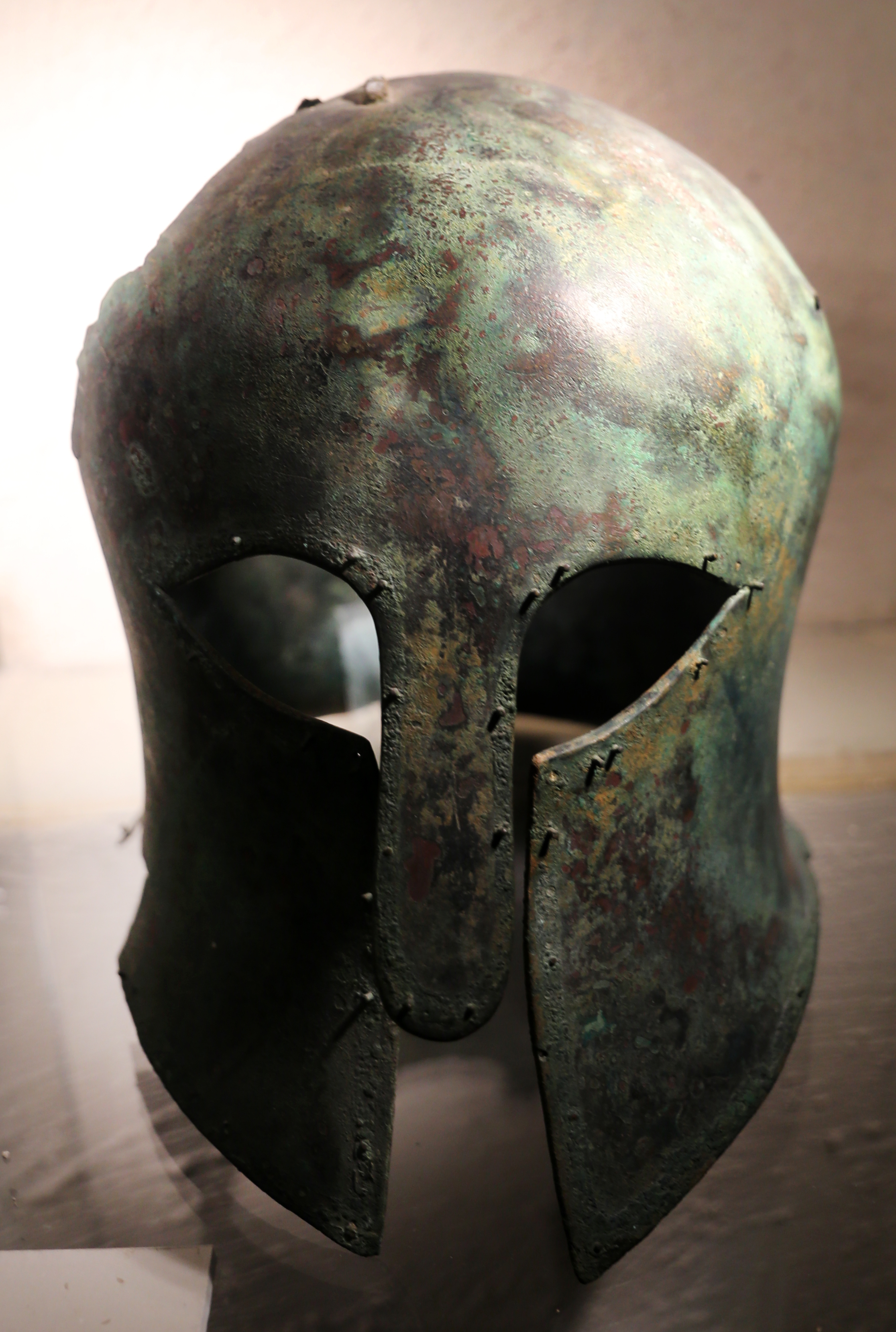
Elmo corinzio (V sec. a.C.).
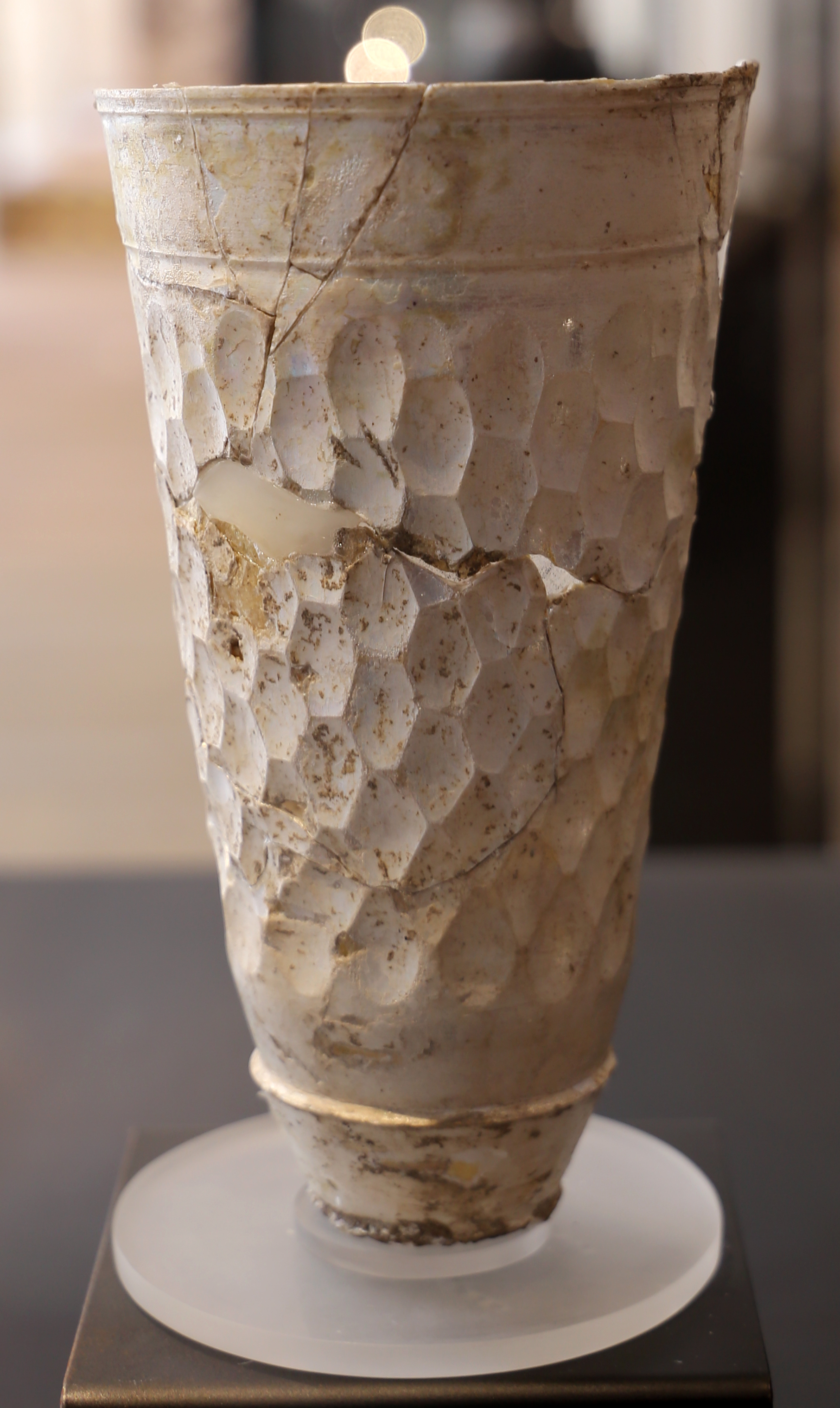
Bicchiere di vetro ritrovato nella domus romana di largo Annunziata, a Bari (I-II sec.).
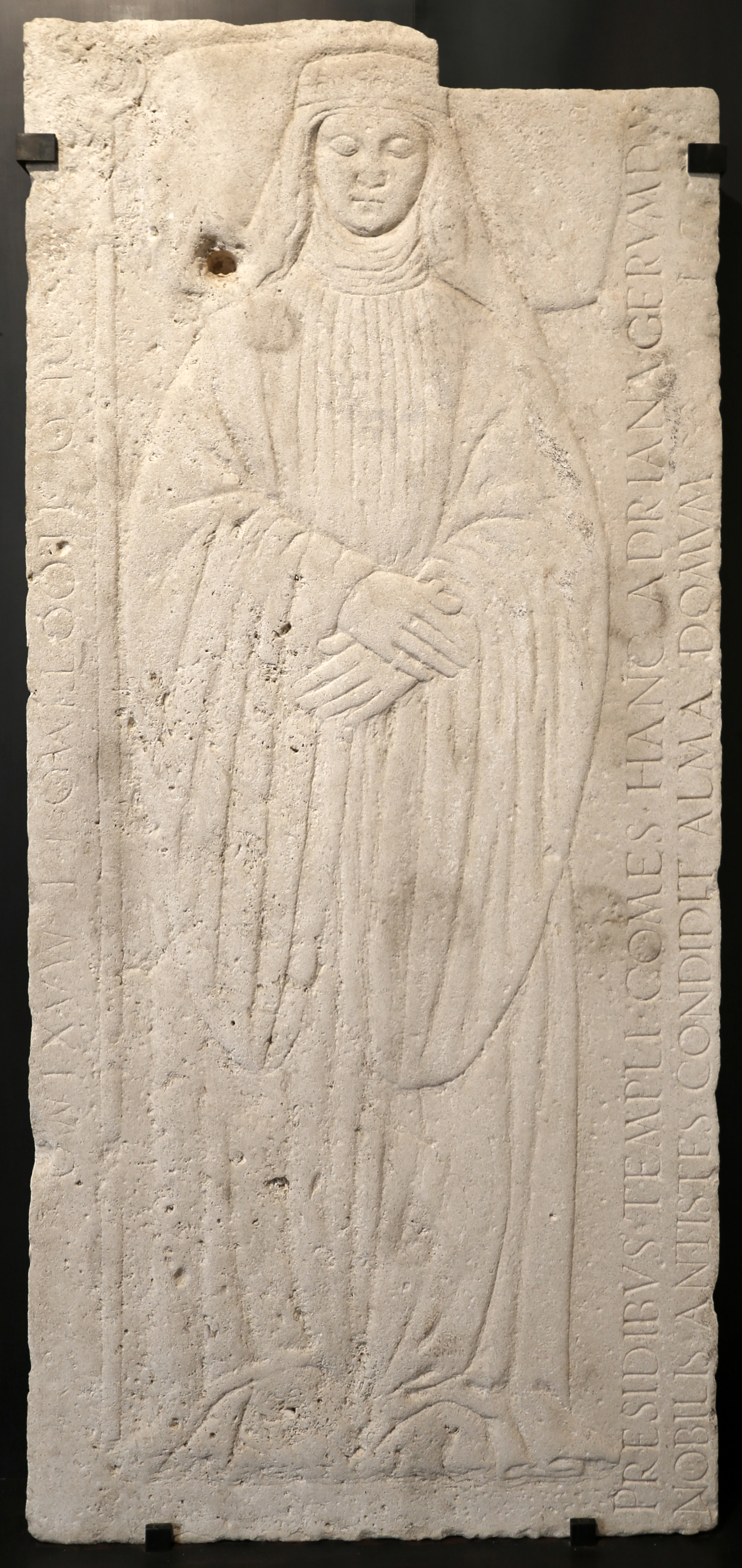
Lastra sepolcrale dalla chiesa del monastero di S. Scolastica (XII sec.).